# ماتياس دي غريغوريو
ماتياس دي غريغوريو (بالإسبانية: Matías Di Gregorio) (4 يونيو 1986 ببوينس آيرس في الأرجنتين - ) هو لاعب كرة قدم أرجنتيني في مركز الدفاع. لعب مع أتليتيكو رافائيلا وإنديبندينتي وكيلمس ونادي 3 فبراير وNaval de Talcahuano ‏ وCA Pinto ‏.

## وصلات خارجية
- ماتياس دي غريغوريو على موقع قاعدة بيانات كرة القدم.إي يو (الإنجليزية)
- ماتياس دي غريغوريو على موقع Soccerway.com (الإنجليزية)